# Elektronengas
In der Festkörperphysik bezeichnet der Begriff Elektronengas eine Modellvorstellung für die frei beweglichen Elektronen im Leitungsband bzw. Löcher im Valenzband
von Metallen oder Halbleitern. Im Rahmen dieses Modells werden die frei beweglichen Elektronen als Grund für die Leitfähigkeit von Metallen verstanden, und der elektrische Widerstand wird durch die Streuung von Elektronen an Phononen und Kristall-Fehlstellen beschrieben.
Das Elektronengas ist kein Gas im chemischen Sinn, sondern ein quantenmechanisches Fermigas.
Das Modell des Elektronengases wurde ursprünglich von Arnold Sommerfeld für das Verständnis der elektrischen Leitung in Metallen entwickelt, wodurch es auch die Bezeichnung Sommerfeld-Theorie hat. Im Unterschied zur bis dahin als gültig angesehenen Drude-Theorie, welche die Leitungselektronen als klassisches ideales Gas betrachtet, beschreibt Sommerfeld die Leitungselektronen in einem Metall als quantenmechanisches Fermi-Gas. Die Sommerfeld-Theorie erklärt insbesondere, dass bei ausreichend hohen Temperaturen der Beitrag der Elektronen zur spezifischen Wärme eines Metalls gegenüber dem Beitrag der Atomrümpfe vernachlässigt werden kann, so dass das experimentell gefundene Dulong-Petit-Gesetz über die spezifische Wärme monoatomarer Festkörper gilt. Dagegen ist die Drude-Theorie mit diesem Gesetz nicht vereinbar.
Die Sommerfeld-Theorie erklärt auch, dass der Beitrag der Elektronen zur spezifischen Wärme proportional mit der Temperatur steigt. Außerdem ergibt sie den korrekten Wert der Proportionalitätskonstante im Wiedemann-Franz-Gesetz und die Größenordnung der Thermokraft beim Seebeck-Effekt.
Das ursprüngliche Sommerfeld-Modell konnte mit Hilfe der Überlegungen der Fermi-Flüssigkeits-Theorie relativ einfach, aber signifikant verbessert werden. Der Einfluss des Gitters der Atomrümpfe wird dann dadurch berücksichtigt, dass man anstelle der freien Elektronenmasse eine effektive Masse verwendet. Eine Erklärung für das Auftreten der effektiven Masse konnte es aber nicht liefern, da hierzu die Entwicklung des Bloch’schen Bändermodells notwendig wurde.

## Delokalisierte Materiewellen
In einem quantenmechanischen Fermi-Gas werden zum einen die Teilchen durch Materiewellen in Form von ebenen Wellen beschrieben, welche den Impuls bzw. die Geschwindigkeit mit der Wellenlänge bzw. dem Wellenvektor linear verknüpft über:
{\displaystyle {\vec {p}}=\hbar {\vec {k}}}
Durch die scharfe Charakterisierung der Teilchen über den Impuls müssen nach der Heisenbergsche Unschärferelation die Elektronen im Leitungsband dann aber örtlich vollständig delokalisiert sein, d. h., sie lassen sich keinem bestimmten Gitteratom zuordnen, wie dies in chemischen Verbindungen der Fall ist. Das ist aber genau die Grundcharakteristik der genannten ebenen Wellen. Anders ausgedrückt hat solch ein Elektron an jedem Gitteratom eine nichtverschwindende Aufenthaltswahrscheinlichkeit, ist also über den gesamten Kristall verteilt.
Zum anderen können wegen des Pauli-Prinzips die einzelnen Teilchen nicht denselben Impuls annehmen. Das bedeutet, dass in einem Fermigas alle Elektronen unterschiedliche Geschwindigkeiten in Abhängigkeit von der Temperatur besitzen müssen. Die Elektronen gehorchen auch nicht mehr der klassischen Boltzmann-Verteilung, sondern der quantenmechanischen Fermi-Verteilung. Die Fermi-Verteilung geht aber beim absoluten Nullpunkt in eine Stufenfunktion über, welche unabhängig von der Temperatur alle Geschwindigkeiten kontinuierlich, aber gleichmäßig verteilt. Jedes Teilchen besitzt aber in der Sommerfeld-Theorie weiterhin die klassische rein quadratische Abhängigkeit der kinetischen Energie von der Geschwindigkeit, eben die klassische Dispersionsrelation freier Elektronen:
{\displaystyle E={\frac {{\vec {p}}^{2}}{2m}}={\frac {\hbar ^{2}{\vec {k}}^{2}}{2m}}}
Relationen dieser Art bestimmen die Bandstruktur im Wellenvektorenraum. Das beschriebene so genannte freie Elektronengas (mit dem parabolischen Band) ist nur ein einfaches Modell zur Beschreibung für die Elektronen im Leitungsband. In komplizierteren Modellen (z. B. Näherung quasi-freier Elektronen oder Tight-Binding-Modell), die die Wirklichkeit besser beschreiben, wird das periodische Potenzial des Kristalls berücksichtigt, was zu komplexeren Bandstrukturen führt. Diese können jedoch in erster Näherung um {\displaystyle {\vec {k}}=0} auch durch obige parabolische Dispersion beschrieben werden, wenn für {\displaystyle m} die effektive Masse des jeweiligen Bandes gesetzt wird.
Bei Temperaturen sehr nahe an Null Kelvin füllen die Elektronen im Impulsraum eine Kugel (Fermi-Kugel) in erster Näherung aus. Der Radius dieser Kugel ist der der Fermi-Energie zugehörige Impuls, welcher über den Wellenvektor {\displaystyle {\vec {k}}_{F}} eindeutig definiert ist.
Da Elektronen Fermionen sind, können keine zwei Elektronen in allen Quantenzahlen übereinstimmen. Dadurch sind die Energieniveaus bei Temperatur {\displaystyle T=0\,\mathrm {K} } von {\displaystyle E_{0}={\tfrac {1}{2}}\hbar \omega } (Nullpunktenergie) her bis zur Fermi-Energie aufgefüllt. Die Besetzungswahrscheinlichkeit der Energieniveaus wird durch die Fermi-Dirac-Statistik beschrieben, die eine nahezu vollständige Besetzung aller Zustände bis zur „Fermi-Kante“ voraussagt.

## Entartetes Elektronengas
Als „entartet“ bezeichnet man ein Elektronengas, wenn die (weitgehend temperaturunabhängige) Fermi-Energie {\displaystyle E_{\mathrm {F} }} der Elektronen in einem Potentialkasten viel größer ist als die absolute Temperatur {\displaystyle T}, multipliziert mit der Boltzmannkonstanten {\displaystyle k_{\mathrm {B} }}:
{\displaystyle E_{\mathrm {F} }\gg k_{\mathrm {B} }\cdot T\Leftrightarrow {\frac {E_{\mathrm {F} }}{k_{\mathrm {B} }\cdot T}}\gg 1}
Insbesondere ist jedes Elektronengas entartet bei {\displaystyle T\to 0\,\mathrm {K} }. Die Bezeichnung „entartet“ ist so zu verstehen, dass nahezu alle Zustände bis zur Fermi-Kante mit der gleichen Wahrscheinlichkeit von 100 % besetzt sind. Lediglich in einem im Verhältnis zur Fermi-Energie sehr kleinen Bereich von etwa {\displaystyle \pm 2\ k_{B}T} um die Fermi-Kante herum kommt es zu thermischen Umbesetzungen.
Zahlenbeispiele:
- für die Leitungselektronen in Kupfer gilt bei Raumtemperatur: {\displaystyle \,E_{\mathrm {F} }\,/\,k_{\mathrm {B} }T\,\approx \,280}
- für die Elektronen im Zentrum Weißer Zwerge gilt, trotz hoher Temperatur: {\displaystyle \,E_{\mathrm {F} }\,/\,k_{\mathrm {B} }T\,\approx \,10^{2}-\,10^{3}}
- für die Elektronen im Zentrum der Sonne beträgt das Verhältnis dagegen: {\displaystyle \,E_{\mathrm {F} }\,/\,k_{\mathrm {B} }T\,\approx \,0,5} (also nicht entartet).